# TMEM50B
TMEM50B (англ. Transmembrane protein 50B) – білок, який кодується однойменним геном, розташованим у людей на довгому плечі 21-ї хромосоми. Довжина поліпептидного ланцюга білка становить 158 амінокислот, а молекулярна маса — 17 936.
| 10         |  | 20         |  | 30         |  | 40         |  | 50         |
| ---------- |  | ---------- |  | ---------- |  | ---------- |  | ---------- |
| MAGFLDNFRW |  | PECECIDWSE |  | RRNAVASVVA |  | GILFFTGWWI |  | MIDAAVVYPK |
| PEQLNHAFHT |  | CGVFSTLAFF |  | MINAVSNAQV |  | RGDSYESGCL |  | GRTGARVWLF |
| IGFMLMFGSL |  | IASMWILFGA |  | YVTQNTDVYP |  | GLAVFFQNAL |  | IFFSTLIYKF |
| GRTEELWT   |  |            |  |            |  |            |  |            |

A: Аланін

C: Цистеїн

D: Аспарагінова кислота

E: Глутамінова кислота

F: Фенілаланін

G: Гліцин

H: Гістидин

I: Ізолейцин

K: Лізин

L: Лейцин

M: Метіонін

N: Аспарагін

P: Пролін

Q: Глутамін

R: Аргінін

S: Серин

T: Треонін

V: Валін

W: Триптофан

Задіяний у такому біологічному процесі, як ацетилювання. 
Локалізований у мембрані.